# 宮城西濃運輸
宮城西濃運輸株式会社（みやぎせいのううんゆ）は、かつて宮城県石巻市に本社を置いて存在した運送会社。
西濃グループ企業。宮城県北部・南部の一部・山形県内を中心に西濃運輸の貨物集配を行っていた。
岩手西濃運輸と合併・統合し東北西濃運輸となり同社法人は解散した。

## 西濃運輸との業務提携範囲
宮城県北部及び山形県（米沢・新庄周辺）における西濃貨物の集荷および、企業宛配達を行う。

営業所により店番割当の有無があり店番割当のない営業所では仙台南支店の中継協力会社の取扱となる。

原則として、個人宛貨物の配達は着払や代引など配達時金銭授受を伴う特殊なケースを除き元払はヤマト運輸へ委託中継となるため配達しない。

## 歴史
- 1989年10月 - 宮城県北部・山形県を中心に西濃運輸取扱貨物の下請を行う協力会社として宮城西濃運輸株式会社を設立
- 19xx年xx月 - 株式交換により西濃運輸（現・セイノーホールディングス）の完全子会社となる
- 2011年3月11日 - 東日本大震災により気仙沼営業所・仙台営業所が被災
- 2014年4月1日 - 岩手西濃運輸株式会社を存続会社として合併・統合し東北西濃運輸となったことにより同社法人は解散した[1]。
- 2017年xx月-三陸道延長により本吉郡を気仙沼営業所から石巻営業所へ移管

## 支店・営業所等
以下に示す事業所は現在では東北西濃運輸の事業所となっている。
- 本社（石巻市）
- 石巻営業所（本社に併設）
  - 担当エリア：石巻市、東松島市、牡鹿郡、登米市、本吉郡
- 気仙沼営業所（三八五トラフィックに併設）
  - 担当エリア：気仙沼市
  - 2006年新社屋へ移転→2011年東日本大震災により被災→三八五トラフィック内→近物レックス気仙沼営業所内へ仮移転→近物レックス気仙沼営業所敷地内に自社事務所新設（荷役施設は近物と共用）

- 古川営業所（大崎市三本木）
  - 担当エリア：大崎市、加美郡、遠田郡、栗原市、黒川郡
- 仙台営業所（西濃運輸仙台支店内）
  - 担当エリア：黒川郡（一部）、角田市、伊具郡、柴田郡川崎町、刈田郡蔵王町
  - 長距離路線便（西濃運輸より受託）
  - 自社営業により獲得した仙台市内の貸切便（引越・チャーターなど）
- 新庄営業所（山形県新庄市／三八五流通新庄駐在所に併設）
  - 担当エリア：新庄市、尾花沢市、最上郡、北村山郡
- 米沢営業所（山形県米沢市／三八五流通米沢引越センターに併設）
  - 担当エリア：米沢市、長井市、南陽市、西置賜郡、東置賜郡

かつて存在した営業所
- 迫営業所（登米市・迫町佐沼） - 石巻営業所と統合し閉鎖。

## 車体区分
営業トラックなどには、宮城西濃運輸と表記されている。実際の西濃運輸の車両と区別するため、後部扉（殆どが右下）に「宮城」という文字を囲い表示をしている。

## 関連会社
西濃運輸グループ持株会社
- セイノーホールディングス株式会社

セイノーホールディングスの子会社
- 西濃運輸株式会社
- 岩手西濃運輸株式会社